# Сайнин-Бурну

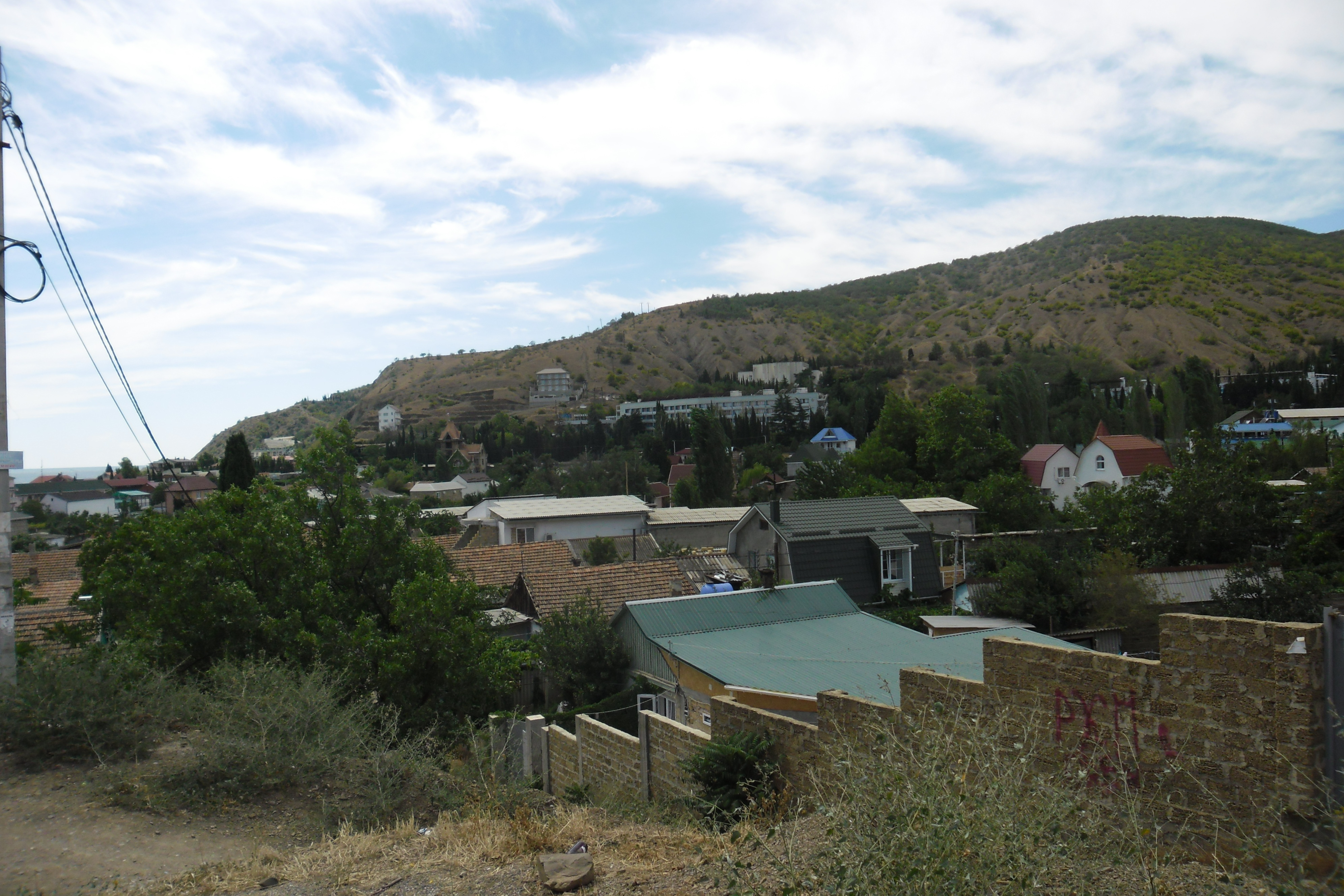
Сайнин-Бурну (ближче до моря) і Айман-Ташлар (вища, праворуч). Знімок з Рибачого.

План села Рибачого до 1944 року. Показано гору Сайнин-Бурну.

Сайнин-Бурну, Сай, Сайнин-Бурун (крим. Saynin Burun, від say — мілина, неглибокий, галька, пісок) — куполоподібна гора на південному березі Криму. Висота 337 м. Поросла рідколіссям, з півночі лісиста; на вершині репер. В 1,5 км від нп Малоріченське (Алушта.), між ним і нп Рибаче (Алушта.) .